# Eublemma leucanitis
Eublemma leucanitis là một loài bướm đêm trong họ Erebidae.